# Дональдсон, Сара
Сара С. Дональдсон (англ. Sarah S. Donaldson, род. 20 апреля 1939, Портленд) — американский детский радиоонколог и профессор Стэнфордского университета. 

## Образование
Дональдсон родилась в Портленде, штат Орегон, 20 апреля 1939 года, там же она училась в средней школе Гранта и окончила её в 1956 году. В 1961 году она окончила пятилетний курс сестринского дела в Университете Орегона, после чего несколько лет работала ассистентом у хирурга-онколога Уильяма С. Флетчера. Флетчер убедил её изучать медицину, и в 1968 году она окончила Гарвардскую медицинскую школу, проведя доклинические годы в Дартмутской медицинской школе.

## Карьера
Дональдсон решила заняться радиационной онкологией, областью, в которой она имела некоторое представление, работая с Флетчером, поскольку его пациентам иногда проводили неоадъювантную радиотерапию перед тем, как он их оперировал. В 1973 году она закончила ординатуру по радиационной онкологии в Медицинской школе Стэнфордского университета. В то время её наставником был Генри Каплан, и когда она проявила интерес к детской радиационной онкологии, которая тогда ещё не была устоявшейся специальностью, Каплан убедил её поехать во Францию, чтобы пройти годичную стажировку в Институте Гюстава Русси. По возвращении в Стэнфорд в 1973 году она стала доцентом кафедры лучевой терапии, а затем — штатным профессором кафедры радиационной онкологии Стэнфордского университета. Она помогла создать программу детской онкологии в детской больнице Люсиль Паккард, а с 2001 по 2009 год была директором программы резидентуры по радиационной онкологии в Стэнфорде.
Дональдсон была президентом Американского общества радиационной онкологии (1991), Американского совета по радиологии (1996) и Радиологического общества Северной Америки (2012). Она получила золотую медаль Американского колледжа радиологии, золотую медаль Американского общества радиационной онкологии, медаль Элизабет Блэквелл, медаль Джейнвей Американского радиевого общества и премию Марии Кюри Американской ассоциации женщин-радиологов. Она является избранным членом Национальной академии медицины.